# Incubus (dæmon)
 Denne artikel omhandler Incubus (dæmon). Opslagsordet har også en anden betydning, se Incubus.
En incubus er ifølge middelalderlige legender en dæmon som i form af en mand forfører kvinder, helst nonner. Bøger om hekseri fra 1500-tallet nævner disse oftere end succuba, den kvindelige dæmon som forførte mænd.
Hvis mænd havde haft sex med en nymfe, kunne dette være en succuba. Denne bevarede mandens sæd og forvandlede sig til en incubus, som forførte en kvinde, som derefter fik et deformt barn.